# Coppa Italia 1990-1991
La Coppa Italia 1990-1991 fu la 44ª edizione della manifestazione calcistica. Iniziò il 26 agosto 1990 e si concluse il 9 giugno 1991. Essa venne vinta dalla Roma, che se l'aggiudicò per la settima volta. La finale fu vinta dai giallorossi contro la Sampdoria, campione d'Italia quell'anno, che perse fuori casa per tre a uno, e pareggiò in casa per uno a uno.

## Risultati

### Turni preliminari

#### Primo turno
Entrano le 10 migliori squadre di Serie C1, tutta la Serie B e le due peggiori squadre di Serie A.
| Squadra 1  | Totale | Squadra 2   | Andata         | Ritorno          |
| ---------- | ------ | ----------- | -------------- | ---------------- |
|            |        |             | 26 agosto 1990 | 2 settembre 1990 |
| Cosenza    | 3 - 1  | Barletta    | 0 - 1          | 3 - 0 (dts)      |
| Fiorentina | 4 - 1  | Venezia     | 4 - 1          | 0 - 0            |
| Reggiana   | 2 - 2  | Como        | 0 - 1          | 2 - 1 (dts)      |
| Reggina    | 2 - 4  | Modena      | 1 - 3          | 1 - 1            |
| Cremonese  | 2 - 0  | Mantova     | 2 - 0          | 0 - 0            |
| Brescia    | 1 - 0  | Salernitana | 0 - 0          | 1 - 0            |
| Verona     | 5 - 2  | Palermo     | 2 - 1          | 3 - 1            |
| Padova     | 3 - 3  | Monza       | 3 - 1          | 0 - 2            |
| Avellino   | 1 - 3  | Taranto     | 1 - 1          | 0 - 2            |
| Udinese    | 4 - 2  | Casertana   | 4 - 1          | 0 - 1            |
| Foggia     | 5 - 4  | Lucchese    | 4 - 1          | 1 - 3            |
| Ascoli     | 1 - 2  | Giarre      | 1 - 0          | 0 - 2            |
| Ancona     | 3 - 3  | Messina     | 2 - 2          | 1 - 1            |
| Pescara    | 3 - 0  | Catanzaro   | 1 - 0          | 2 - 0            |
| Lecce      | 0 - 0  | Empoli      | 0 - 0          | 0 - 0 (5-4 dcr)  |
| Triestina  | 2 - 0  | Licata      | 1 - 0          | 1 - 0            |

#### Secondo turno
Entrano le 16 migliori squadre di Serie A.
| Squadra 1  | Totale | Squadra 2 | Andata           | Ritorno           |
| ---------- | ------ | --------- | ---------------- | ----------------- |
|            |        |           | 5 settembre 1990 | 12 settembre 1990 |
| Napoli     | 5 - 0  | Cosenza   | 3 - 0            | 2 - 0             |
| Fiorentina | 2 - 0  | Parma     | 1 - 0            | 1 - 0             |
| Bologna    | 4 - 2  | Reggiana  | 4 - 1            | 0 - 1             |
| Modena     | 3 - 1  | Lazio     | 0 - 0            | 3 - 1             |
| Cesena     | 4 - 5  | Cremonese | 4 - 3            | 0 - 2             |
| Sampdoria  | 5 - 1  | Brescia   | 1 - 1            | 4 - 0             |
| Verona     | 1 - 4  | Torino    | 0 - 4            | 1 - 0             |
| Monza      | 1 - 3  | Inter     | 0 - 1            | 1 - 2             |
| Juventus   | 3 - 2  | Taranto   | 2 - 0            | 1 - 2             |
| Udinese    | 0 - 2  | Pisa      | 0 - 1            | 0 - 1             |
| Roma       | 4 - 1  | Foggia    | 1 - 0            | 3 - 1             |
| Giarre     | 0 - 3  | Genoa     | 0 - 0            | 0 - 3             |
| Bari       | 0 - 0  | Messina   | 0 - 0            | 0 - 0 (5-3 dcr)   |
| Atalanta   | 2 - 1  | Pescara   | 2 - 0            | 0 - 1             |
| Lecce      | 5 - 0  | Cagliari  | 4 - 0            | 1 - 0             |
| Milan      | 2 - 1  | Triestina | 1 - 0            | 1 - 1             |

### Fase finale

#### Ottavi di finale
| Squadra 1 | Totale | Squadra 2  | Andata           | Ritorno          |
| --------- | ------ | ---------- | ---------------- | ---------------- |
|           |        |            | 14 novembre 1990 | 21 novembre 1990 |
| Napoli    | 2 - 1  | Fiorentina | 2 - 1            | 0 - 0            |
| Bologna   | 3 - 1  | Modena     | 1 - 0            | 2 - 1            |
| Sampdoria | 4 - 3  | Cremonese  | 1 - 1            | 3 - 2            |
| Inter     | 2 - 2  | Torino     | 2 - 1            | 0 - 1            |
| Juventus  | 5 - 3  | Pisa       | 3 - 2            | 2 - 1            |
| Roma      | 3 - 1  | Genoa      | 2 - 0            | 1 - 1            |
| Atalanta  | 1 - 3  | Bari       | 1 - 0            | 0 - 3            |
| Milan     | 5 - 2  | Lecce      | 3 - 0            | 2 - 2            |

#### Quarti di finale
| Squadra 1 | Totale | Squadra 2 | Andata          | Ritorno          |
| --------- | ------ | --------- | --------------- | ---------------- |
|           |        |           | 6 febbraio 1991 | 20 febbraio 1991 |
| Napoli    | 3 - 2  | Bologna   | 0 - 1           | 3 - 1            |
| Torino    | 1 - 1  | Sampdoria | 1 - 0           | 0 - 1 (2-4 dcr)  |
| Roma      | 3 - 1  | Juventus  | 1 - 1           | 2 - 0            |
| Bari      | 0 - 1  | Milan     | 0 - 1           | 0 - 0            |

#### Semifinale
| Squadra 1 | Totale | Squadra 2 | Andata        | Ritorno       |
| --------- | ------ | --------- | ------------- | ------------- |
|           |        |           | 13 marzo 1991 | 2 aprile 1991 |
| Napoli    | 1 - 2  | Sampdoria | 1 - 0         | 0 - 2         |
| Milan     | 0 - 1  | Roma      | 0 - 0         | 0 - 1         |

#### Finale
| Squadra 1 | Totale | Squadra 2 | Andata         | Ritorno       |
| --------- | ------ | --------- | -------------- | ------------- |
|           |        |           | 30 maggio 1991 | 9 giugno 1991 |
| Roma      | 4 - 2  | Sampdoria | 3 - 1          | 1 - 1         |

#### Andata
| Arbitro: | Pairetto (Torino) |

| |            | |
| L.Pellegrini 12’ (aut.) Berthold 35’ Voller 40’ (rig.) | Marcatori  | 29’ Katanec |
| Giovanni Cervone Stefano Pellegrini Aldair Sebastiano Nela Amedeo Carboni Thomas Berthold Fabrizio Di Mauro Stefano Desideri Giuseppe Giannini (c) (83' Manuel Gerolin) Ruggiero Rizzitelli (76' Roberto Muzzi) Rudi Voller | Formazioni | Gianluca Pagliuca Moreno Mannini Luca Pellegrini (c) Pietro Vierchowod Srecko Katanec (84' Ivano Bonetti) Attilio Lombardo Fausto Pari Toninho Cerezo Giuseppe Dossena (84' Giovanni Invernizzi) Roberto Mancini Gianluca Vialli |
| Ottavio Bianchi | Allenatori | Narciso Pezzotti Vujadin Boškov (Direttore Tecnico) |

#### Ritorno
| Arbitro: | Pezzella (Frattamaggiore) |

| |            | |
| Aldair 79’ (aut.) | Marcatori  | Voller 56’ (rig.) |
| Gianluca Pagliuca Moreno Mannini (c) Srecko Katanec Fausto Pari Pietro Vierchowod Marco Lanna (62' Marco Branca) Attilio Lombardo Toninho Cerezo Gianluca Vialli Roberto Mancini Giovanni Invernizzi (56' Oleksij Mychajlyčenko) | Formazioni | Giovanni Cervone Stefano Pellegrini Amedeo Carboni Manuel Gerolin Aldair Sebastiano Nela Stefano Desideri Fabrizio Di Mauro Rudi Voller (83' Fausto Salsano) Giuseppe Giannini (c) (67' Antonio Tempestilli) Ruggiero Rizzitelli |
| Narciso Pezzotti (Direttore tecnico) Vujadin Boškov | Allenatori | Ottavio Bianchi |